# مظفر الدين كوكبوري
مظفر الدين أبو سعيد كوكبري بن زين الدين علي بن بكتكين بن محمد  (27 محرم 549هـ/1153م - 14 رمضان 630هـ/1232م) حاكم أربيل في عهد صلاح الدين الأيوبي.
وكان قد دخل في طاعة صلاح الدين الأيوبي دون حرب كما تزوج أخته. وشارك «مظفر الدين» في معظم الحروب التي خاضها صلاح الدين ضد الصليبيين بدءًا من فتح «حصن الكرك» سنة 580هـ/1184 م من صاحبه «أرناط» والذي كثيرا ما يتعرض للقوافل التجارية بالسلب والنهب. كما تولى قيادة جيوش الموصل والجزيرة في معركة حطين ويذكر أنه هو الذي أوحى بفكرة إحراق الحشائش التي كانت تحيط بأرض المعركة حين وجد الريح في مواجهة جيش الصليبيين كما يذكر التاريخ نجاح خطته ووضوح أثرها في هزيمة الجيش الصليبي.
وقد أوصى ببلاده من بعده إلى الخليفة العباسي المستنصر.

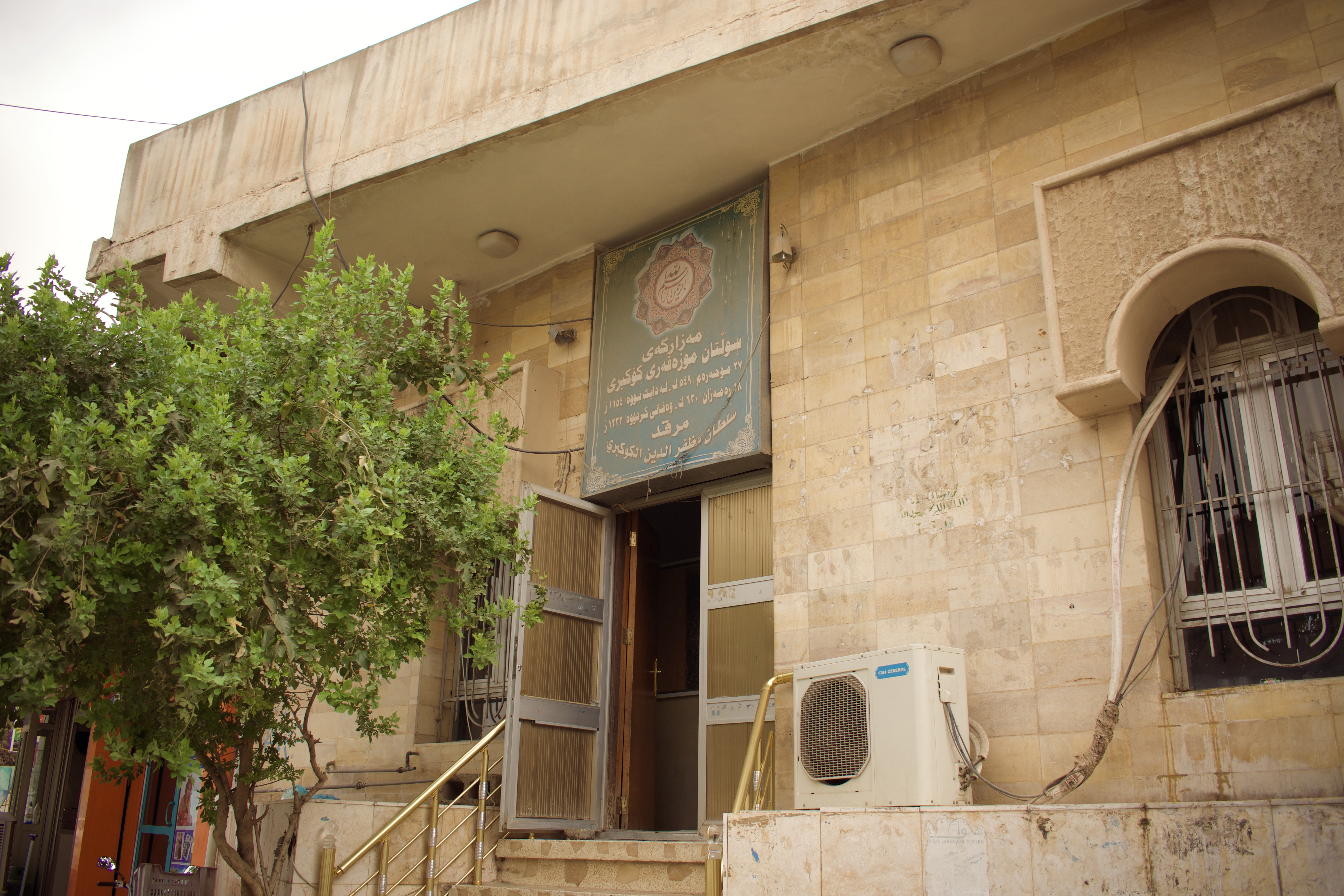
ضريح مظفر الدين كوكبوري في اربيل

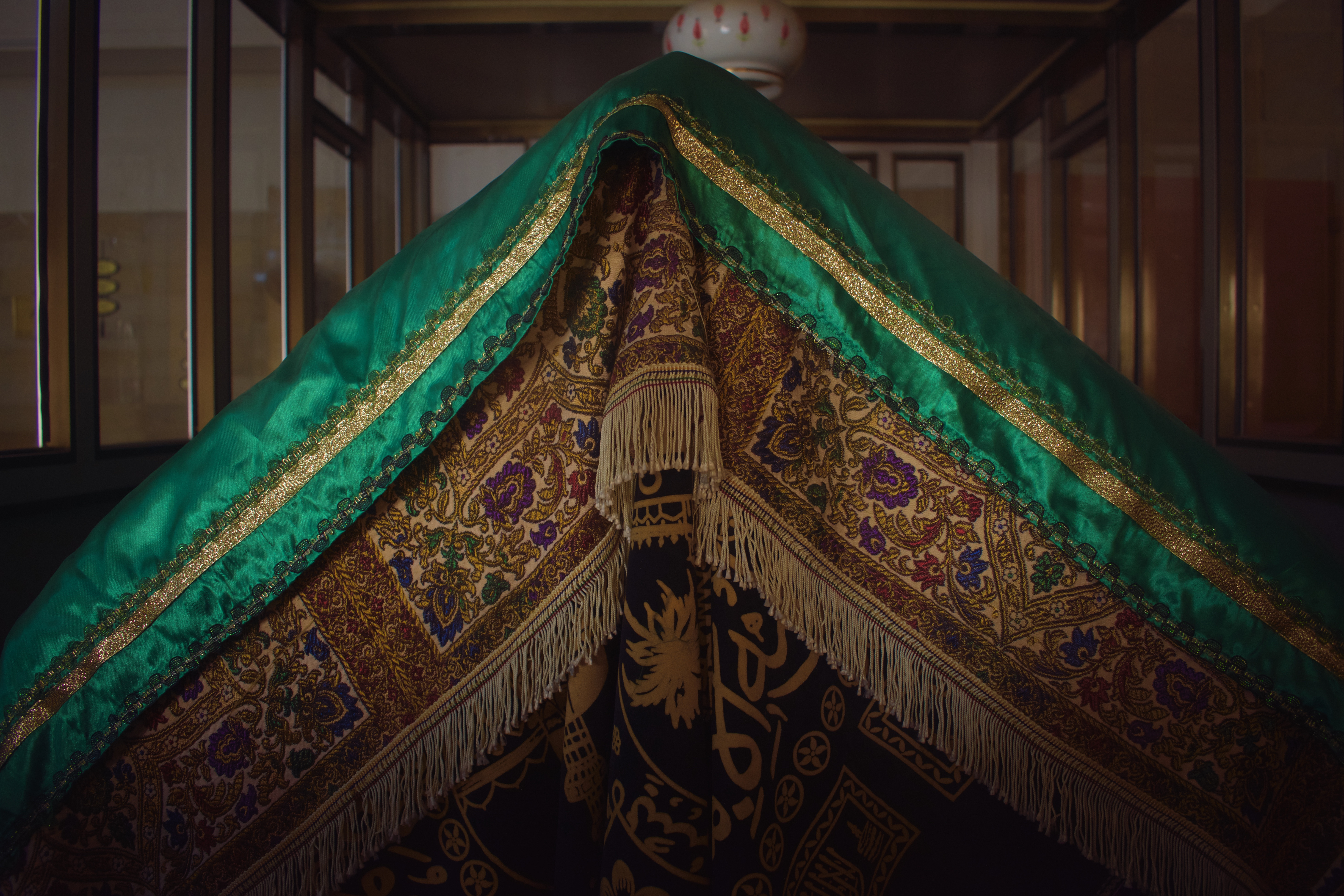
قبر مظفر الدين كوكبوري